# Antonio Arcioni
Pour les articles homonymes, voir Arcioni.
Antonio Arcioni, dit le cardinal d'Ascoli (né à Rome, alors capitale des États pontificaux, et mort dans la même ville le 21 ou 26 juillet 1405) est un cardinal italien du XVe siècle.

## Biographie
Antonio Arcioni est vicaire général de Montecassino et est nommé évêque d'Aquino en 1380. En 1387, il est transféré à Ascoli Piceno et il occupe aussi pour une année le siège d'Arezzo en 1390 et 1391.
Il est créé cardinal par le pape Innocent VII lors du consistoire de 12 juin 1405.